# デッツォーラ島根E.C
デッツォーラ島根E.C（デッツォーラしまねイーシー、ポルトガル語: Dezzolla Shimane Esporte Clube、デッツォーラ島根エスポルチクルービ）は、島根県浜田市を本拠地とするサッカークラブである。旧称はFCセントラル中国。

## 概要
2001年4月、広島県山県郡北広島町で人材派遣業を営む若三康弘がFCセントラル中国を創設。チームは若三の故郷である島根県邑智郡瑞穂町（現：邑南町）で登録したが、事務局の所在地および練習場は北広島町に所在し、ホームタウンと異なっていた。2012年から事務局を島根県浜田市に移転した（後述）。2008年、チーム名をデッツォーラ島根E.Cに改称。ホームタウンを浜田市および周辺地域から、島根県全県へシフトした。
「デッツォーラ」の由来は、ポルトガル語で「神様」を意味する「Deus（デウス）」と「やあ、ようこそ」を意味する「Ola（オラ）」とを組み合わせた造語から。これに「スポーツクラブ」を意味する「Esporte Clube（エスポルチクルービ）」をつけている。エンブレムにはヤマタノオロチがあしらわれている。
ホームスタジアムは、FCセントラル中国時代は浜田市陸上競技場とサン・ビレッジ浜田スポーツ広場サッカーグラウンド を主に使用していた。デッツォーラ島根に改称した2008年以降は従来の会場に加え、松江市営陸上競技場（松江市）、三隅中央公園陸上競技場（浜田市）、浜山公園陸上競技場・出雲健康公園スポーツ広場（出雲市）、島根県立サッカー場（益田市）、真田グラウンド（吉賀町）などを使用している。ただし、後述のように2018年3月にオープンした公式サイトでの表記に従えば、ホームタウンは浜田市のみと思われ、2018年については浜田市・益田市という島根県西部地域のみでの開催となっている（同じく県西部にある吉賀町は開催地に含まれない）。
天皇杯には2004年以降毎年のように出場していたが、2014年を最後に出場から遠ざかった。
2011年、島根県勢として初めて中国サッカーリーグ優勝を果たし、2007年以来4年ぶりに全国地域リーグ決勝大会に出場したが、1次ラウンドで敗退。
2012年、運営法人として社団法人が設立される予定であるとクラブの公式サイト上で発表され、その後、クラブ事務所が島根県内（浜田市）に移転したことが明らかになった。法人名は一般社団法人中国ウェルネススポーツネットワーク。また、2012年3月から公式Twitterアカウントの、同8月から公式Facebookページの運営を開始した（外部リンクの項参照）。
2012年は天皇杯島根県代表の座こそ松江シティFCに譲ったが、中国リーグ連覇を達成。しかし、前年に続いて出場した全国地域リーグ決勝大会は1次ラウンドで敗退した。
2013年、前年までサウルコス福井で監督を務めていた石田学を新監督として招聘 。しかしリーグ2位に終わり、シーズン終了後に辞任している。
2014年は庄司孝が選手兼任で監督に就任。チームの選手が相当数減少するなど、厳しい船出になったが、シーズン途中で加入したアランらの活躍で盛り返し2位。2015年は松江シティFCに追いすがるも、2試合を残して優勝を逃している。
2014年以降、（旧）公式サイトの更新が徐々に停滞するようになった 代わりに、情報発信の拠点をFacebookページに移していたが、2018年3月に新たな公式サイトが開設された。ただ、その更新は活発とは言えず、情報発信の中心はTwitter及びFacebookのようなSNS中心になっていた。
2020年11月28日、新型コロナウイルスの感染拡大の影響によりチームの運営が困難になったとして、中国リーグからの脱退とトップチーム解散を発表した。なお、U-12チームは「デッツォーラ島根E.C」の名称で活動を続けている。

## 歴史
- 2001年：FCセントラル中国創設。浜田社会人リーグ2部に加盟。創設1年目で優勝し1部昇格。
- 2002年：浜田社会人リーグ1部優勝。島根県社会人サッカー地区リーグ決勝大会および入替戦を勝ち上がり、島根県社会人サッカーリーグ2部に昇格。
- 2003年：島根県リーグ2部優勝。入替戦を制し1部昇格。
- 2004年
  - 島根県サッカー選手権大会（天皇杯島根県予選）で7連覇中だった石見FCを決勝で破り、天皇杯初出場。以降2008年まで連続出場。
  - 第84回天皇杯で3回戦進出[注 7]。
- 2005年
  - 第41回全国社会人サッカー選手権大会中国地域予選で優勝し、本大会初出場。
  - 島根県リーグ1部優勝。
  - 中国地域県リーグ決勝大会で優勝。中国サッカーリーグに昇格。
- 2007年：中国リーグ2位で第31回全国地域リーグ決勝大会に出場、1次ラウンド敗退。
- 2008年：チーム名をデッツォーラ島根エスポルチクルービに改称。
- 2011年
  - 島根県勢では初となる中国リーグ優勝。
  - 第35回全国地域サッカーリーグ決勝大会1次ラウンド敗退。
  - 第91回天皇杯ではジェフ千葉と対戦して0-1で敗れた[6]。
- 2012年
  - クラブ事務局を島根県浜田市に移転。運営法人として一般社団法人中国ウェルネススポーツネットワークを設立。
  - 中国リーグ連覇。
  - 第36回全国地域サッカーリーグ決勝大会は1次ラウンド敗退。
- 2018年：中国リーグ10位、島根県リーグ1部に降格。
- 2019年
  - 島根県リーグ1部優勝。
  - 中国地域県リーグ決勝大会Aブロックで優勝。1年で中国リーグに復帰。
- 2020年
  - 8月、邑南町のU-12サッカークラブ「Cerejeira邑南」の運営・監督を若三紫胤が前任者から引継ぎ、クラブ名を「デッツォーラ島根E.C U-12」に改称。
  - 11月、新型コロナウイルスの感染拡大の影響でチーム運営が困難となったため、中国リーグ脱退・トップチーム解散。U-12部門は「デッツォーラ島根E.C」として存続する[5]。

## クラブ名変遷
- 2001年 - 2007年：FCセントラル中国
- 2008年 - 2020年：デッツォーラ島根エスポルチクルービ

## 戦績

### リーグ戦
| 年度 | 所属      | 順位                               | 勝点                               | 試合                               | 勝                                 | 分                                 | 敗                                 | 得点                               | 失点                               | 得失                               | 監督                     |
| 2001 | 浜田2部   | 優勝                               |                                    |                                    |                                    |                                    |                                    |                                    |                                    |                                    |                          |
| 2002 | 浜田1部   | 優勝                               |                                    |                                    |                                    |                                    |                                    |                                    |                                    |                                    |                          |
| 2003 | 島根県2部 | 優勝                               |                                    |                                    |                                    |                                    |                                    |                                    |                                    |                                    |                          |
| 2004 | 島根県1部 |                                    |                                    |                                    |                                    |                                    |                                    |                                    |                                    |                                    |                          |
| 2005 | 島根県1部 | 優勝                               | 30                                 | 10                                 | 10                                 | 0                                  | 0                                  | 75                                 | 4                                  | 71                                 | 若三康弘                 |
| 2006 | 中国      | 2位                                | 34                                 | 14                                 | 11                                 | 0                                  | 3                                  | 50                                 | 16                                 | 34                                 | 若三康弘                 |
| 2007 | 中国      | 2位                                | 30                                 | 14                                 | 10                                 | 0                                  | 4                                  | 42                                 | 26                                 | 16                                 | 若三康弘                 |
| 2008 | 中国      | 5位                                | 26                                 | 16                                 | 8                                  | 2                                  | 6                                  | 26                                 | 26                                 | 0                                  | 若三康弘                 |
| 2009 | 中国      | 6位                                | 20                                 | 18                                 | 6                                  | 2                                  | 10                                 | 23                                 | 37                                 | -14                                |                          |
| 2010 | 中国      | 2位                                | 40                                 | 18                                 | 13                                 | 1                                  | 4                                  | 60                                 | 31                                 | 29                                 | 若三康弘                 |
| 2011 | 中国      | 優勝                               | 48                                 | 18                                 | 16                                 | 0                                  | 2                                  | 60                                 | 19                                 | 41                                 | 若三康弘/庄司孝/加藤賢士 |
| 2012 | 中国      | 優勝                               | 45                                 | 18                                 | 14                                 | 3                                  | 1                                  | 61                                 | 16                                 | 45                                 | [ 注 3 ]                 |
| 2013 | 中国      | 2位                                | 43                                 | 18                                 | 14                                 | 1                                  | 3                                  | 64                                 | 6                                  | 58                                 | 石田学                   |
| 2014 | 中国      | 2位                                | 34                                 | 18                                 | 10                                 | 4                                  | 4                                  | 46                                 | 31                                 | 15                                 | 庄司孝                   |
| 2015 | 中国      | 2位                                | 41                                 | 18                                 | 13                                 | 2                                  | 3                                  | 42                                 | 18                                 | 24                                 | 庄司孝                   |
| 2016 | 中国      | 6位                                | 23                                 | 18                                 | 7                                  | 2                                  | 9                                  | 28                                 | 33                                 | -5                                 | 庄司孝                   |
| 2017 | 中国      | 4位                                | 26                                 | 18                                 | 7                                  | 5                                  | 6                                  | 40                                 | 31                                 | 9                                  | 庄司孝                   |
| 2018 | 中国      | 10位                               | 13                                 | 18                                 | 3                                  | 4                                  | 11                                 | 21                                 | 52                                 | -31                                | 庄司孝                   |
| 2019 | 島根県1部 | 優勝                               | 18                                 | 10                                 | 9                                  | 1                                  | 0                                  | 31                                 | 10                                 | 21                                 | 庄司孝                   |
| 2020 | 中国      | 新型コロナウイルスの影響により中止 | 新型コロナウイルスの影響により中止 | 新型コロナウイルスの影響により中止 | 新型コロナウイルスの影響により中止 | 新型コロナウイルスの影響により中止 | 新型コロナウイルスの影響により中止 | 新型コロナウイルスの影響により中止 | 新型コロナウイルスの影響により中止 | 新型コロナウイルスの影響により中止 | 常名秀則                 |

### 天皇杯
- 出場9回

| 回 | 年月日         | ラウンド | 会場     | スコア             | 対戦相手                        |
| 84 | 2004年9月23日  | 2回戦    | 松江     | ○ 1 - 1 （PK 5-4） | 静岡FC（静岡県）                |
| 84 | 2004年9月26日  | 3回戦    | 都田     | ● 0 - 8            | Honda FC（JFLシード）           |
| 85 | 2005年9月17日  | 1回戦    | 松江     | ○ 3 - 1            | JAPANサッカーカレッジ（新潟県） |
| 85 | 2005年9月19日  | 2回戦    | 松江     | ● 0 - 5            | 佐川印刷SC（京都府）            |
| 86 | 2006年9月17日  | 1回戦    | 松江     | ○ 3 - 0            | 愛媛FCユース（愛媛県）          |
| 86 | 2006年9月23日  | 2回戦    | 福山     | ● 0 - 2            | 三菱自動車水島FC（岡山県）      |
| 87 | 2007年9月16日  | 1回戦    | 島根サ   | ● 2 - 5            | 近大附属和歌山高校（和歌山県）  |
| 88 | 2008年9月14日  | 1回戦    | 長崎県   | ● 0 - 3            | 三菱重工長崎（長崎県）          |
| 90 | 2010年9月3日   | 1回戦    | 福山     | ○ 3 - 2            | 佐川急便中国（広島県）          |
| 90 | 2010年9月5日   | 2回戦    | 福山     | ● 0 - 4            | サンフレッチェ広島F.C（J1）     |
| 91 | 2011年9月3日   | 1回戦    | 島根サ   | ○ 5 - 2 （延長）   | 愛媛FCしまなみ（愛媛県）        |
| 91 | 2011年10月10日 | 2回戦    | フクアリ | ● 0 - 1            | ジェフユナイテッド千葉（J2）    |
| 93 | 2013年8月31日  | 1回戦    | 沖縄県   | ● 1 - 2 （延長）   | FC琉球（沖縄県）                |
| 94 | 2014年7月6日   | 1回戦    | 松江     | ● 0 - 5            | ヴェルスパ大分（大分県）        |
|    |                |          |          |                    |                                 |

## タイトル

### リーグ戦
- 中国サッカーリーグ
  - 2011, 2012
- 島根県社会人サッカーリーグ1部
  - 2005, 2019

### カップ戦
- 島根県サッカー選手権大会（天皇杯県予選）
  - 2004, 2005, 2006, 2007, 2008, 2010, 2011, 2013, 2014

## 歴代所属選手
- ダ・シルバ・ファビオ・岡：2012
- 中島ファランパリス：2013
- 中田健太郎：2013
- サントス・アラン：2014
- 林一章本人の項にも詳しいが、籍こそあるものの指導者としての活動が多忙を極めるため、選手としての出場機会は限定され、近年では、2011年に天皇杯2回戦に、翌2012年に天皇杯島根県予選決勝戦、2015年最終節などに出場している。：2004 - 2017
- 林海斗:2018
- 庄司孝[注 8]：2005 - 2020

## ユニフォーム

### クラブカラー
クラブカラーは  赤、  黒、  ゴールド。
フィールドプレーヤー用の1stユニフォームの配色は深い赤地に背番号が縁取り無しの黒文字のため、背番号が視認しづらかった。2012年は背番号の文字が白くなったため、視認性が格段に向上した。以後の年度においても背番号が見やすいように配慮がなされている。

### サプライヤー
- - 2011年：Mizuno
- 2012年 - 2014年4月：PENALTY
- 2014年4月 - 2017年6月：UPSET
- 2017年6月 - 2018年：PENALTY
- 2019年 - 2020年：legama duro

### 歴代ユニフォームスポンサー年表
| 年度 | 胸                        | 鎖骨 | 背中上部                                          | 背中下部 | 袖  | パンツ                   | サプライヤー   |
| 2011 | マルハマしょうゆ          | -    | SHIGEKI ARATANI TAX CONSULTANT OFFICE             | -        | -   | 大林製材                 | Mizuno         |
| 2012 | マルハマしょうゆ          | -    | SHIGEKI ARATANI TAX CONSULTANT OFFICE             | -        | -   | 大林製材                 | PENALTY        |
| 2013 | マルハマしょうゆ          | -    | SHIGEKI ARATANI TAX CONSULTANT OFFICE             | -        | -   | 大林製材                 | PENALTY        |
| 2014 | -/ GEEBAASON!             | -    | SHIGEKI ARATANI TAX CONSULTANT OFFICE             | -        | -   | 大林製材/ -              | PENALTY/ UPSET |
| 2015 | GEEBAASON!                | -    | SHIGEKI ARATANI TAX CONSULTANT OFFICE             | -        | -   | -                        | UPSET          |
| 2016 | GEEBAASON!                | -    | SHIGEKI ARATANI TAX CONSULTANT OFFICE             | -        | -   | -                        | UPSET          |
| 2017 | GEEBAASON!/ W-TRY'S JAPAN | -    | SHIGEKI ARATANI TAX CONSULTANT OFFICE/ Eldorado I | -        | -   | -                        | UPSET/ PENALTY |
| 2018 | W-TRY'S JAPAN             | -    | Eldorado I                                        | -        | -   | -                        | PENALTY        |
| 2019 | -                         | -    | 三和テック株式会社                                | -        | ZEN | W-TRY'S JAPAN ELDORADO I | legama duro    |
| 2020 | -                         | -    | 三和テック株式会社                                | -        | ZEN | W-TRY'S JAPAN ELDORADO I | legama duro    |